# Eisernes Bergl
Eisernes Bergl är en bergstopp i Österrike.   Den ligger i distriktet Kirchdorf och förbundslandet Oberösterreich, i den centrala delen av landet, 170 km väster om huvudstaden Wien. Toppen på Eisernes Bergl är 1 777 meter över havet.
Terrängen runt Eisernes Bergl är huvudsakligen bergig, men den allra närmaste omgivningen är kuperad. Närmaste större samhälle är Liezen, 7,4 km söder om Eisernes Bergl. 
I omgivningarna runt Eisernes Bergl växer i huvudsak blandskog. Runt Eisernes Bergl är det ganska glesbefolkat, med 25 invånare per kvadratkilometer.